# Arearia paradoxa
Arearia paradoxa är en stekelart som beskrevs av André Seyrig 1952. Arearia paradoxa ingår i släktet Arearia och familjen brokparasitsteklar. Inga underarter finns listade.